# Давыдов, Денис Сергеевич
Денис Сергеевич Давыдов (род. 1987) — российский спортсмен, участвующий в соревнованиях по рукопашному и универсальному бою, мастер спорта России по армейскому рукопашному бою, чемпион России, Европы и мира по универсальному бою, чемпион Вооружённых Сил России по армейскому рукопашному бою, мастер спорта России по армейскому рукопашному бою, Заслуженный мастер спорта России по универсальному бою.

## Биография
Родился на Сахалине в семье военнослужащего. Отец занимался тхэквондо. Вскоре отец в звании майора уволился в запас и семья переехала в Пугачёв. Там в возрасте 10 лет Денис вместе с братом-близнецом Антоном начал заниматься карате, а затем армейским рукопашным боем.
В 2009 году окончил Вольский военный институт тыла. Проходит службу на Балтийском флоте в бригаде морской пехоты. Старший лейтенант.

## Спортивные результаты
- Чемпион ВС РФ по армейскому рукопашному бою 2006—2008 годов;
- Чемпион ВС РФ универсальному бою 2005 и 2007 годов;
- Чемпион России по универсальному бою 2009 и 2012 годов;
- Чемпион Европы по универсальному бою 2007 и 2010 годов;
- Серебряный призёр чемпионата мира по универсальному бою 2009 года;
- Чемпион мира по универсальному бою 2012 года.